# Myslivna (přírodní památka)
Myslivna je přírodní památka v okrese Český Krumlov. Nachází se v Novohradských horách, na severozápadním svahu Myslivny, 3,5 kilometru severozápadně od Pohoří na Šumavě. Je součástí ptačí oblasti a přírodního parku Novohradské hory.
Předmětem ochrany jsou relativně přirozené porosty květnatých, horských acidofilních smrkových a suťových klenových bučin s charakteristickým floristickým složením a druhově početnou avifaunou. Většina území je pokryta rozvlečenou balvanitou sutí na podloží středně zrnité porfyrické biotitické žuly weinsberského typu. V území se nachází několik plošných svahových pramenišť.

## Flóra

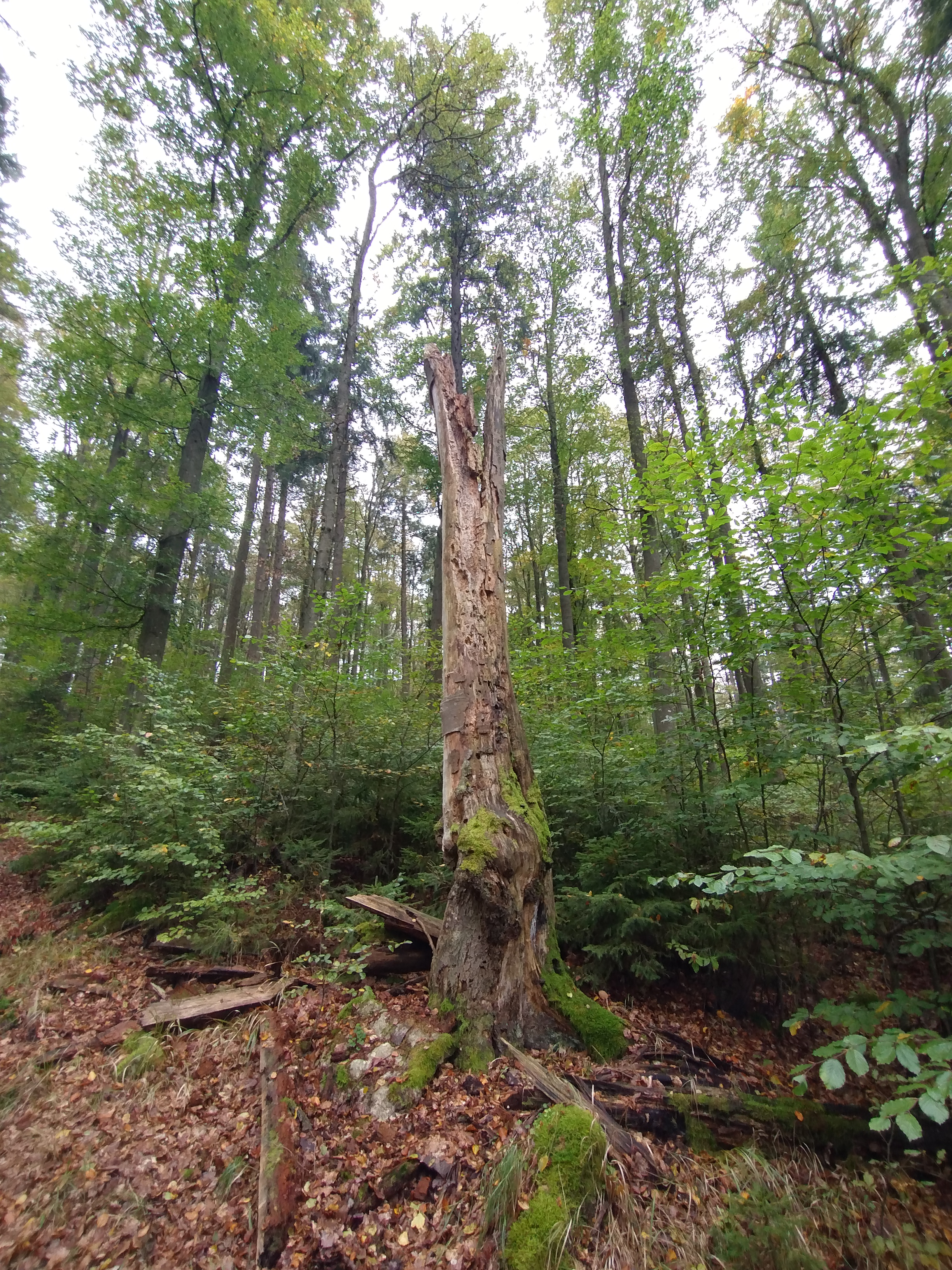
porosty na svazích Myslivny

Ve stromovém patře převažuje buk lesní (Fagus sylvatica), přimíšeny jsou smrk ztepilý (Picea abies), javor klen (Acer pseudoplatanus), javor mléč (Acer platanoides), jedle bělokorá (Abies alba) a jilm horský (Ulmus glabra). V bylinném podrostu rostou kyčelnice devítilistá (Dentaria enneaphyllos), kyčelnice cibulkonosná (Dentaria bulbifera), řeřišnice trojlistá (Cardamine trifolia), svízel vonný (Galium odoratum), kostival hlíznatý (Symphytum tuberosum), pitulník horský (Galeobdolon montanum), violka lesní (Viola reichenbachiana), samorostlík klasnatý (Actaea spicata), bažanka vytrvalá (Mercurialis perennis), vraní oko čtyřlisté (Paris quadrifolia), ostřice lesní (Carex sylvatica), žindava evropská (Sanicula europaea), bukovník kapraďovitý (Gymnocarpium dryopteris), bukovinec osladičovitý (Phegopteris connectilis), věsenka nachová (Prenanthes purpurea), ptačinec hajní (Stellaria nemorum), starček hercynský (Senecio hercynicus), kapraď rozložená (Dryopteris dilatata), v mechovém patru rostou játrovky kryjnice Meylanova (Calypogeia integristipula) a nitkovec vlasovitý (Blepharostoma trichophyllum), na méně svažitém terénu na hřbetu Myslivny třtina chloupkatá (Calamagrostis villosa), plavuň pučivá (Lycopodium annotinum), dřípatka horská (Soldanella montana), podbělice alpská (Homogyne alpina), kokořík přeslenatý , bika bělavá (Luzula luzuloides), na drobných lesních prameništích mokrýš střídavolistý (Chrysosplenium alternifolium), řeřišnice hořká (Cardamine amara), řeřišnice křivolaká (Cardamine flexuosa), krabilice chlupatá (Chaerophyllum hirsutum), rozrazil horský (Veronica montana), ostřice řídkoklasá (Carex remota), čarovník alpský (Circaea alpina), pobřežnice Neesova (Pellia neesiana).

## Fauna
Kromě běžných lesních druhů ptáků zde hnízdí několik druhů evropského listnatého lesa, především holub doupňák (Columba oenas), lejsek malý (Ficedula parva), budníček lesní (Phylloscopus sibilatrix) a sýkora babka (Poecile palustris), v hnízdní době byl zjištěn také šoupálek krátkoprstý (Certhia brachydactyla) v neobvyklé nadmořské výšce téměř 1000 m, ve starší literatuře je udáván též hnízdní výskyt některých vzácnějších druhů sov – kulíšek nejmenší (Glaucidium passerinum), výr velký (Bubo bubo).